# Valemax
Valemax-schepen zijn zeer grote bulkcarriers voor het vervoer van ijzererts. De naam komt van het Braziliaanse mijnbouwbedrijf Vale. Dit bedrijf bestelde de eerste schepen voor het vervoer van het erts naar de afnemers in Europa en Azië. Met een draagvermogen van zo’n 400.000 DWT zijn het de grootste bulkcarriers gebouwd tot nu toe. Valemax schepen zijn specifieke Chinamax schepen speciaal voor het vervoer van ijzerterts ontworpen, ze staan ook bekend als Very Large Ore Carrier (VLOC). 
In 2008 plaatste Vale de eerste order voor twaalf schepen van deze klasse bij scheepsbouwer Jiangsu Rongsheng Heavy Industries (RSHI) in China. De opdracht vertegenwoordigde een waarde van $ 1,6 miljard. Een tweede order voor zeven schepen werd gegund aan Daewoo Shipbuilding & Marine Engineering (DSME) in Zuid-Korea in 2009. Verder zijn nog eens zestien Valemax schepen besteld, deze komen in handen van rederijen die de schepen voor lange termijn verhuren aan Vale. De werven bouwen de schepen op dezelfde specificaties, maar er zijn kleine afwijkingen met betrekking tot de afmetingen, laadvermogen en installaties. 
Het eerste Valemax schip, de MS Vale Brasil, werd maart 2011 afgeleverd. Elk schip telt zeven ruimen met een totale inhoud van ongeveer 220.000 m³. De schepen verdringen de Berge Stahl, de titelhouder van grootste bulkcarrier die sinds 1987 in de vaart is, van deze eerste plaats. Volgens Vale zijn de transportkosten van erts van Brazilië naar China met 20% tot 25% gedaald door de introductie van de Valemax schepen. Vale kan niet volledig dit kostenvoordeel benutten. De zeer grote Valemax schepen, met een diepgang tot 23 meter, kunnen niet alle Aziatische havens binnenvaren. Vale heeft in Subic Bay Freeport Zone een drijvend overslagpunt gemaakt voor ijzererts. Het erts wordt met Valemax schepen aangevoerd vanuit Brazilië en in de Filipijnen overgeslagen op kleinere schepen om de Aziatische klanten te bevoorraden.
Aan het eind van 2012 had Vale elf Valemax schepen in eigendom en de beschikking over tien Valemax schepen op basis van tijdbevrachting voor lange perioden. In 2013 komen daar nog acht Valemax schepen in eigendom bij en zes schepen onder huurcontracten waarmee het totaal aantal schepen van deze klasse op 35 uitkomt.
Aframax · Baltimax · Chinamax · Dunkirkmax · Handymax · Japanamax · Kamsarmax · Medimax · Newcastlemax · Panamax · Saimax · Seawaymax · Setouchmax · Suezmax · Valemax